# せいほうけい
せいほうけい（7月12日 - ）は、日本の漫画家。

## 概要
2010年、『コミックエルオー』5月号（茜新社）にてデビュー。恋愛漫画、同人誌、青年向け漫画を中心に一貫して恋愛漫画を執筆する恋愛漫画家として活躍中。

## 作品リスト

### 単行本
※括弧外の日付は奥付上のもの、括弧内の日付は発売日。

#### 一般向け
- 『異世界ダンジョンの恋愛事情』 KADOKAWA〈電撃コミックスNEXT〉、全2巻[注 1]

1. 2018年2月27日（2018年2月26日[6]）、ISBN 978-4-04893-649-1
2. 2018年7月27日（2018年7月26日[7]）、ISBN 978-4-04893-888-4

#### 成人向け
- 『ちっちゃいがいっぱい』 2012年3月10日（2012年2月24日[8]）、茜新社〈TENMA COMICS LO #114〉、ISBN 978-4-86349-275-2
- 『ちっぱいはせいこうのもと』 2015年6月10日（2015年5月26日[9]）、茜新社〈TENMA COMICS LO #175〉、ISBN 978-4-86349-498-5
- 『しょうじょもしょじょもしょじょのうち』 2016年10月10日（2016年9月27日[10]）、茜新社〈TENMA COMICS LO #201〉、ISBN 978-4-86349-584-5